# Bogoduchowo
Bogoduchowo (ros. Богодухово) – wieś (sieło) w Rosji, w obwodzie orłowskim, w rejonie swierdłowskim. W 2010 liczyła 519 mieszkańców.